# 跡見学園中学校・高等学校
跡見学園中学校・高等学校（あとみがくえんちゅうがっこう・こうとうがっこう）は、東京都文京区大塚一丁目にある私立女子中学校・高等学校。完全中高一貫校。学校法人跡見学園が設置している。

## 概要
校名は創始者の跡見花蹊に由来する、日本人が設立した最古の女子教育機関である。
1915年には大正天皇の即位を記念して紫袴の「平常服」を制定、これが日本の女学校として最初の制服となった。
第二次世界大戦前は上流階級女子の多くが学び、「ごきげんよう」の淵源とされている。
大和和紀の漫画『はいからさんが通る』に登場する女学校「跡無女学館」のモデルとされる。

## 沿革
- 1859年（安政6年）：跡見花蹊が、大阪の中之島にあった父跡見重敬の私塾を受け継ぐ（のち京都に移転）。
- 1875年（明治8年）1月8日：東京市神田中猿楽町において私立跡見学校を開校[1]。
- 1888年（明治21年）：小石川柳町へ移転[1]。
- 1913年（大正2年）：新校舎落成式。財団法人跡見女学校となる[7]。
- 1933年（昭和8年）：大塚新校舎に移転[7]。
- 1944年（昭和19年）：跡見女学校を廃止して、跡見高等女学校が発足[7]。
- 1947年（昭和22年）：学制改革により跡見学園中等部を設置[7]。
- 1948年（昭和23年）：跡見学園高等学校を設置[7]。
- 1950年（昭和25年）：跡見学園中等部を跡見学園中学校へ改称[7]。
- 1951年（昭和26年）：運営母体が学校法人跡見学園となる[7]（財団法人跡見高等女学校からの組織変更）。
- 1990年（平成2年）：中学校高等学校の新校舎が竣工。
- 2024年（令和6年）8月29日：東京農業大学と高大連携協定を締結[8]。

## 学校行事
4月：入学式、前期始業式、生徒会新入生歓迎会、高1オリエンテーション
- 5月：生徒会スポーツ大会、定期考査、遠足
- 6月：体育祭、中2自然教室、生徒会第1回定例代表委員会
- 7月：定期考査、前期終業式、夏期補講、中1自然教室、海外語学研修
- 8月：夏期補講
- 9月：後期始業式、全校漢字試験、読書感想文コンクール、文化祭、中3修学旅行、高2研修旅行
- 10月：定期考査
- 11月：校外見学、音楽会、・生徒会第2回定例代表委員会、英語スピーチコンテスト、生徒会選挙
- 12月：定期考査、校長訓話、冬期補講
- 1月：開校記念日、校長訓話、全校漢字試験
- 2月：中学校入学試験、中学校合唱コンクール、生徒会第3回定例代表委員会
- 3月：学年末定期考査、卒業式、生徒会送別会、後期終業式

## クラブ活動
文化系
- 演劇部
- 音楽部
- 化学部
- 家庭部
- 合唱部
- 器楽部（吹奏楽班、リコーダー班）
- グラフィクス部
- 繊維工芸部
- 美術部
- 物理部
- 文芸部
- 放送部
- 英語部
- 軽音楽部
- かるた部

運動系
- 剣道部
- 水泳部
- ソフトテニス部
- ソフトボール部
- 卓球部
- 体操部
- ダンス部
- バスケットボール部
- バドミントン部
- バレーボール部

同好会
- 書道同好会
- パソコン同好会
- 謡曲仕舞同好会
- 陸上競技同好会
- サッカー同好会

このほか週1回、希望者に実費徴収の上「課外授業」が行われている。
開講されているのは以下の講座。
- 茶道
- 英会話
- 英語検定講座
- 箏曲
- 華道

## 制服
- 冬服：イートンジャケット（中学はシングル、高校はダブル）、ジャンパースカート
- 夏服：スカート・サマーベスト

※2016年度モデルチェンジ、濃紺からライトグレーへリモデル。

## 交通
- 東京メトロ丸ノ内線茗荷谷駅より徒歩2分
- 東京メトロ有楽町線護国寺駅より徒歩8分
- 都営バス都02系統窪町小学校バス停下車。

## 著名な出身者

### 旧制跡見学校・跡見女学校・跡見高等女学校
- 芥川文（ 芥川竜之介妻）
- 岡本かの子（小説家、岡本一平妻、岡本太郎母）
- 小田切みき（女優）
- 川島芳子（清朝の皇族粛親王愛新覚羅善耆娘、女スパイ）
- 閑院宮恭子女王（皇族、子爵安藤信昭妻）
- 閑院宮茂子女王（皇族、侯爵黒田長礼妻）
- 閑院宮季子女王（皇族）
- 閑院宮載仁親王妃智恵子（皇族、公爵三条実美長女）
- 九条恵子（公爵九条道実（九条道孝長男）妻、伯爵大谷光瑩次女）
- 高田敏子（詩人)
- 橘喜久子（女優）
- 筒井富栄（歌人）
- 中浜いと（歌人、ジョン万次郎孫）
- 三宅花圃（小説家、歌人、三宅雪嶺妻）
- 三好栄子（女優）
- 物集和子（小説家、青鞜社発起人、国学者物集高見娘）
- 森赫子（女優、森律子養女）
- 森律子（女優、衆議院議員森肇娘）
- 山本はな（山本有三夫人）

### 新制跡見学園中学校・高等学校
- 絵門ゆう子（元アナウンサー）
- 吉野文（元アナウンサー）
- 大渕愛子（弁護士）
- 小原乃梨子（声優）
- 栗本薫（作家）
- しめぎしがこ（女優）
- 冨田真紀子（女子ラグビー選手）
- 中村久美（女優、小林薫元夫人）※中退
- 西荻弓絵（脚本家、作家）
- 尾花紀子（コンサルタント、アナリスト）
- 政所利子（実業家）
- 林暁代（アナウンサー）
- 長谷川泰子 (ソプラノ歌手)
- 古内東子（歌手、シンガーソングライター、ピアノ演奏者）
- 松田かほり（女優）
- 康本雅子（女優）
- 矢玉みゆき（元アナウンサー）
- 五月女舞香（元アナウンサー）
- 大家彩香（札幌テレビ放送アナウンサー）
- 野坂悦子（翻訳家、作家）
- 高木里代子（ジャズ・ピアニスト）
- 尾島沙緒里（アナウンサー）
- 小田安珠（アナウンサー）※中学校のみ